# Autorité de sûreté nucléaire et de radioprotection (France)
Pour les autres articles nationaux ou selon les autres juridictions, voir Liste des autorités de sûreté nucléaire nationales.
L'Autorité de sûreté nucléaire et de radioprotection (ASNR) est une autorité administrative indépendante française qui assure, au nom de l'État, les missions de contrôle de la sûreté nucléaire et de la radioprotection en France. Créée le 1er janvier 2025, elle est issue de la fusion contestée de l'Autorité de sûreté nucléaire et de l'Institut de radioprotection et de sûreté nucléaire. Pierre-Marie Abadie en est le président à sa création.

## Histoire
Le projet de fusion de l'Autorité de sûreté nucléaire et de l'Institut de radioprotection et de sûreté nucléaire est annoncée en février 2023 dans un contexte d'accélération du nucléaire en France, et suscite une forte contestation, marquée notamment par l'opposition de trois anciens présidents de l’Office parlementaire d’évaluation des choix scientifiques et technologiques (Opecst),, et des salariés de l'IRSN, un vote de l’Assemblée nationale sanctuarisant l’« organisation duale » entre l’ASN et l’IRSN,, et un avis défavorable du comité social et économique de l'IRSN en décembre 2024. 
La loi créant l'ASNR est adoptée le 20 mai 2024 pour une entrée en vigueur le 1er janvier 2025,,. Pierre-Marie Abadie, président de l'ASN de novembre à décembre 2024, en est le premier président pour une durée de six ans.

## Missions
L'Autorité de sûreté nucléaire et de radioprotection assure, au nom de l'État, le contrôle des activités nucléaires civiles en France. Elle exerce également les missions de recherche, d'expertise, de formation et d'information des publics dans les domaines de la sûreté nucléaire et de la radioprotection.

## Gouvernance
L'ASNR est dirigée par un collège de cinq commissaires. 
La durée du mandat des membres du collège est fixée par la loi à six ans. Ce mandat n'est pas renouvelable. Les commissaires exercent leurs fonctions en toute impartialité sans recevoir d'instruction du Gouvernement ni d'aucune autre personne ou institution. Ils exercent leurs fonctions à plein temps. Ils ne sont pas révocables. Trois, dont le président de l'ASNR, sont nommés par le président de la République, un par le président de l'Assemblée nationale et un par le président du Sénat.

### Présidence
- Pierre-Marie Abadie (depuis le 1er janvier 2025)

### Documents
- Conseil d'État, « Avis sur un projet de loi relatif à l’organisation de la gouvernance de la sûreté nucléaire et de la radioprotection pour répondre au défi de la relance de la filière nucléaire », 22 décembre 2023.